# Château épiscopal de Grottaglie
Le château épiscopal de Grottaglie (ou Castello Episcopio), est un château médiéval situé dans la commune de Grottaglie, province de Tarente dans les Pouilles,.

## Historique
Son donjon a été construit à la fin du XIVe siècle à la demande de l'archevêque de Tarente Giacomo d'Atri, qui avait également fait construire les remparts et l'église mère. Le complexe d'origine, avec un donjon et un secteur oriental, a ensuite été agrandi et remodelé, avec une façade de l'époque baroque.
Grâce à la restauration au début des années 1980, le château est passé de l'archidiocèse de Tarente à la commune de Grottaglie, qui a ensuite reconstruit l'ancien complexe et l'utilise aujourd'hui pour de nombreuses manifestations artistiques et culturelles.

## Description
La tour centrale ou donjon, de plan rectangulaire, s'élève sur trois étages.
Les salles créées à partir des anciennes écuries abritent le musée de la céramique de Grottaglie (it), qui présente des céramiques datant du VIIIe siècle av. J.-C. jusqu'à nos jours et provenant de collections publiques et privées. Le musée est divisé en sections consacrées à l'archéologie, à la céramique traditionnelle, à la céramique contemporaine, à la majolique et enfin aux crèches.

## Galerie

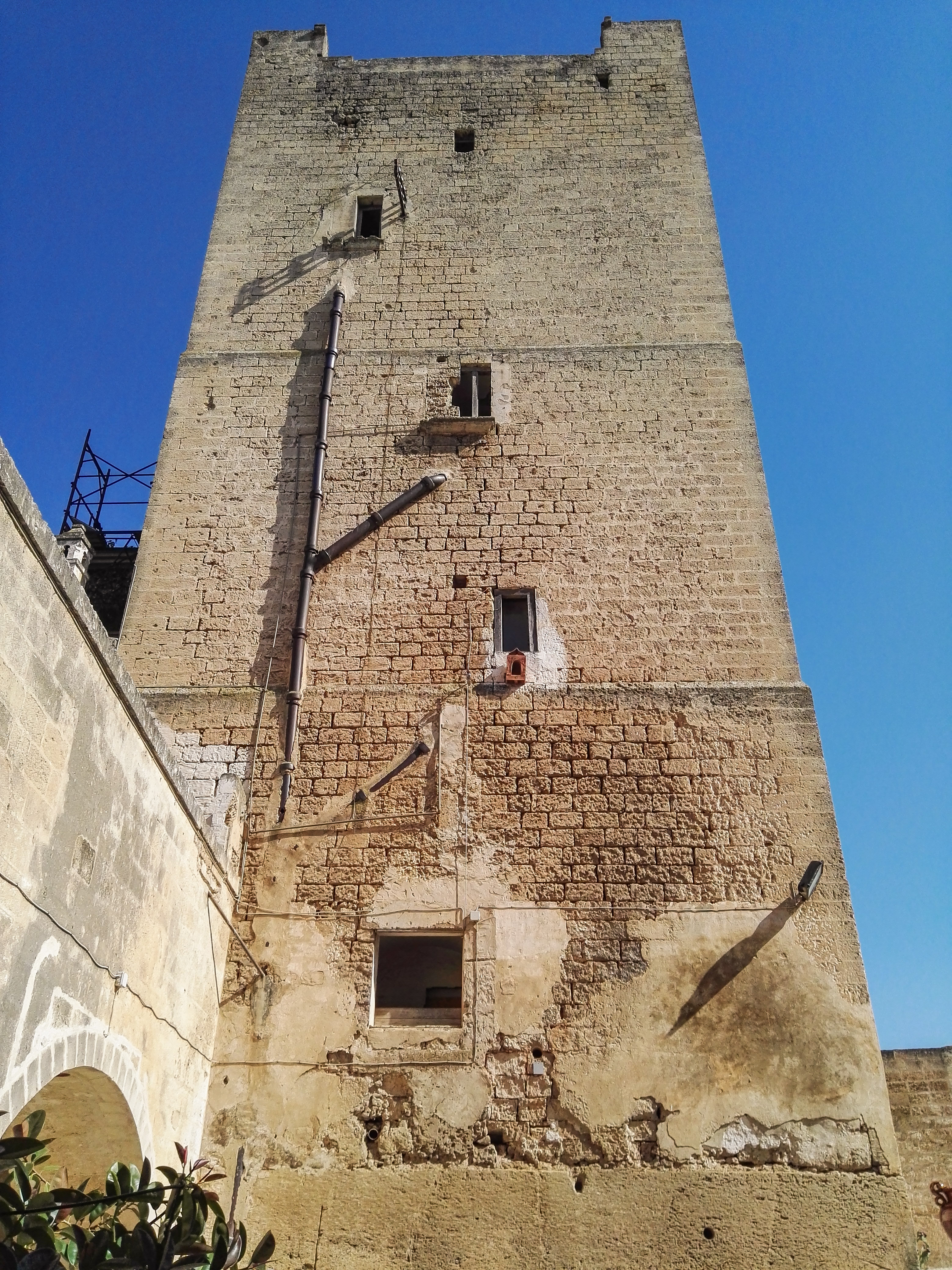
Le donjon.
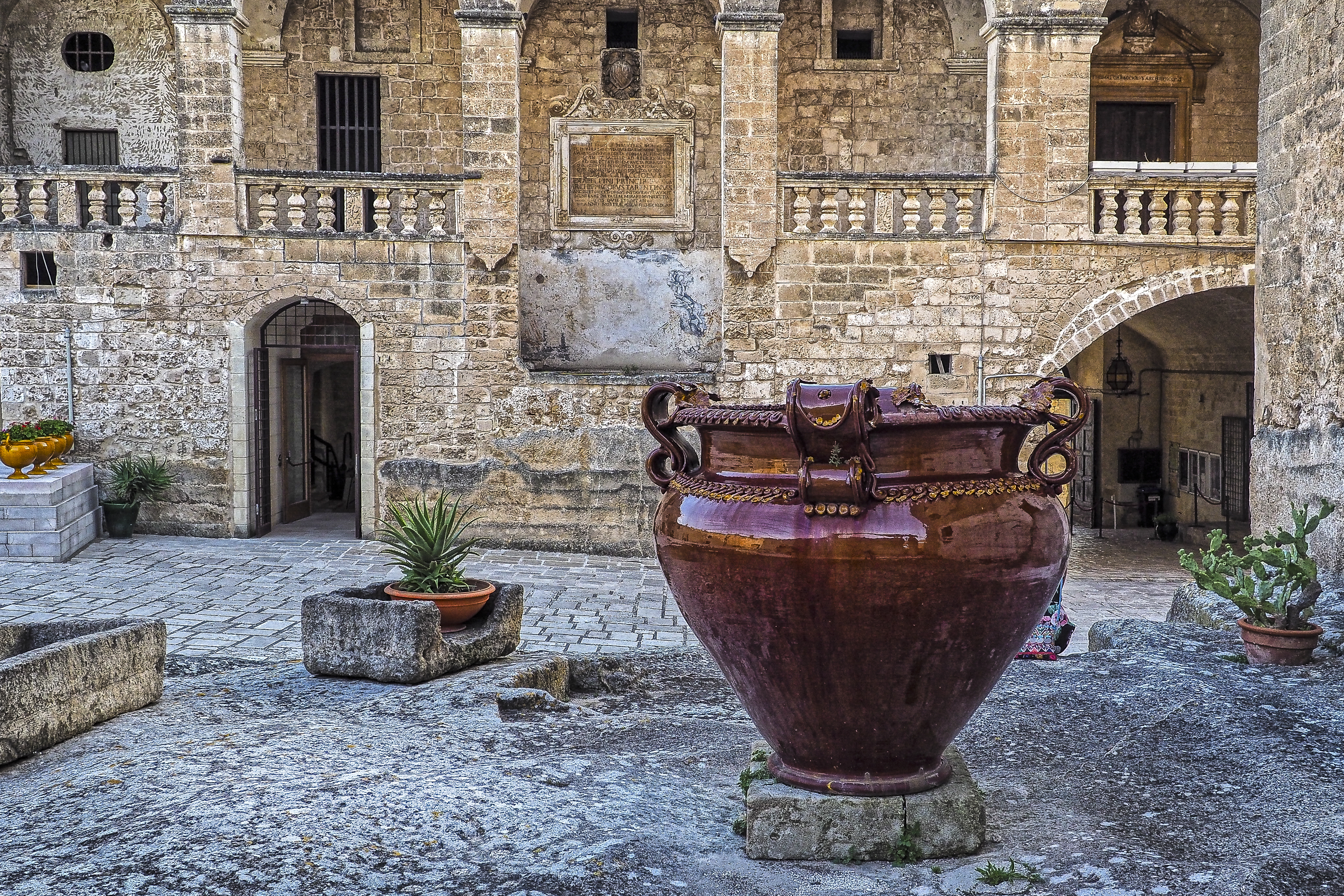
Vase rouge sang de bœuf dans la cour du château épiscopal, où se trouve le musée de la céramique de Grottaglie depuis 1999.